# Memòria associativa (psicologia)
El Model de memòria associativa, de vegades esmentat per les seves sigles en anglès SAM, és un model que pretén explicar com funciona la memòria humana i és una rectificació del Model d'Atkinson–Shiffrin. El model SAM va ser definit per primera vegada per Jeroen Raaijmakers i Richard Shiffrin el 1981. A favor d'aquesta hipòtesi està l'haver destacat dos factors que intervenen en la memòria a curt termini: la proximitat i la recència, això vol dir que com més recent és una informació més fàcil de retenir però a la vegada es converteix en un inconvenient, ja que si al mateix moment (o tot seguit) que intentem memoritzar alguna cosa ens arriba informació sobre alguna altra cosa que no té res a veure amb el que volíem memoritzar, aquesta darrera informació serà la preferent per ser recordada. Per altra banda, el model de la memòria associativa ha rebut algunes crítiques per no explicar prou el funcionament de la memòria a llarg termini, motiu pel qual ha servit de punt d'inici per formular un nou model del funcionament de la memòria que té en compte més amplitud d'associacions: el model de memòria del context temporal.

## En línies generals
Aquest model, explicat en línies generals, basa la seva explicació en que el cervell humà lliga la informació que li arriba de l'exterior associant-la a altres informacions ja existents a la memòria.
El procediment d'emmagatzematge de la informació és el següent:
- En un primer moment el cervell detecta pistes o indicis d'associació.
- Tot seguit cerca dins la informació emmagatzemada dades que coincideixin amb les possibles pistes d'associació de la nova informació.
- S'avalua la conveniència o no de retenir en la memòria, aquesta nova informació, en funció de si serà útil per al subjecte en un temps futur. En cas de no considerar-se prou útil els ítems s'eliminen i si es consideren útils s'emmagatzemen a la memòria per a ser recordats més endavant.

## Memòria a curt termini
A diferencia del model d'Atkinson i Shiffrin que proposava tres nivells de memòria (sensorial, a curt termini i a llarg termini) el model de memòria associativa només en proposa dos: a curt i a llarg termini. La memòria a curt termini segons aquest model funciona amb un regulador (buffer), ja que es tracta d'un nivell d'emmagatzematge de capacitat limitada. Es tracta d'un sistema que regula basant-se en la pràctica de la informació. La capacitat d'aquest registre s'anomena r. Els ítems d'informació entren al registre de curt termini i acompanyen altres ítems que ja estan a la zona reguladora del registre, fins que el nivell de capacitat màxima de r s'assoleix. A partir de llavors cada nou ítem que entra haurà de reemplaçar el lloc d'un altre ítem que ja estava en r. Una probabilitat de 1/r determina si un ítem ja existent ha de ser reemplaçat o no. En general, els ítems que han estat en el regulador durant molt de temps és molt probable que siguin reemplaçats per altres més recents.

## Memòria a llarg termini
La memòria a llarg termini és la responsable d'emmagatzemar relacions entre diferents ítems i els seus contexts. La informació contextual es refereix als factors situacionals i temporals presents en el moment en què un ítem està en la memòria a curt termini i poden ser tant sentiments despertats en les emocions per la informació o detalls casuals de l'ambient. La quantitat d'ítems contextuals que envolten la informació que es transfereix a la memòria a llarg termini és proporcional a la quantitat de temps que l'ítem roman a la memòria a curt termini. Per altra banda, la força amb la qual un ítem es lliga per associació a un altre ítem és proporcional a la quantitat de temps que dos ítems han existit simultàniament en la memòria a curt termini.

## Recuperació de dades
Suposant el següent experiment, com a exemple de la investigació sobre la recuperació de dades de la memòria: 
A una persona se li demana que memoritzi un llistat de paraules aparellades, entre les quals podria haver la parella manta-oceà. Després se li demana, sense mirar el llistat, quina era la paraula que anava aparellada a manta.
La recuperació de dades de la memòria a llarg termini es fa a través de processos lògics que impliquen el lligam de pistes, el mostreig, la recuperació del control i l'avaluació ponderant la seva possible utilitat. Segons el model, quan un ítem ha de ser recuperat de la memòria la cerca se centra en les diverses pistes a les quals podria estar associat l'ítem, pistes a les quals està lligat des que va formar part de la memòria a curt termini. En el cas de la parella manta-oceà, les pistes podrien ser qualsevol lligam fet pel subjecte i poden ser molt diverses: les paraules que precedien o que seguien a aquesta parella, el que el subjecte estava sentint en aquell moment, quina posició tenia aquesta parella en la llista (cap a l'inici, cap al final), etc.
Fent servir aquestes pistes el subjecte determina en quina àrea de la memòria a llarg termini ha de buscar, llavors aparella i compara cada ítem amb les possibles associacions que donen les pistes. Aquesta cerca és automàtica i inconscient, aquesta és la forma com els autors d'aquest model expliquen que de sobte sorgeix la resposta en la ment del subjecte al qui es passa la prova. Els ítems que finalment es recuperen per ser utilitzats són aquells amb associacions més fortes amb les pistes de l'ítem, en aquest cas la paraula manta. Quan un ítem ha de ser recuperat passa a ser avaluat, és a dir, el subjecte decideix si la paraula manta està associada a la paraula oceà. Si existeix una relació, o si el subjecte decideix que ha d'haver una relació, la paraula és recuperada, es dona una sortida de la informació de la memòria (output). En cas contrari, la recerca comença de bell nou usant altres pistes amb les quals pugui estar associat.

## Mantenir viu un record
La utilitat del model de memòria associativa i en concret l'explicació sobre el funcionament de la memòria a curt termini, sovint es demostra amb l'efecte de refrescar records, és a dir, esforçar-se per mantenir viu un record com si fos recent, també anomenat efecte recència. Quan s'apliquen les corbes de posició d'una sèrie al model SAM, s'observa un fort efecte de recència de la memòria, però aquest efecte disminueix molt quan hi ha un element de distracció, generalment aritmètic, que es fica entre l'estudi i els assajos de prova. L'efecte recència és degut al fet que els ítems al final de la llista proposada al test és probable que es mantinguin presents en la memòria a curt termini i, per tant, es recuperin primer. Això no obstant quan una informació nova és processada, aquest ítem entra a la memòria de curt termini i desplaça la resta d'informació. Quan es demana que el subjecte faci una tasca de distracció tot seguit després de la presentació dels ítems, la informació d'aquesta tasca desplaça els darrers ítems de la memòria a curt termini, amb el resultat d'una important reducció de la recència.

## Crítiques al model SAM
Al model de memòria associativa, se li ha criticat que no acaba d'explicar la recuperació de dades o recència de la memòria a llarg termini ni tampoc explica com algunes dades contigües es mantenen a llarg termini.Mentre l'existència d'aquests dos efectes no es pot negar, ja que s'han observat en diversos experiments, el funcionament de la memòria a curt termini no pot explicar-los. Quan una tasca de distracció després de la presentació de les parelles de paraules o quan es donen llargs intervals en la presentació de la llista ocupats en la realització e tasques de distracció, cal esperar que la informació procedent d'aquestes altres tasques desplaçarà els darrers ítems memoritzats i retinguts en la memòria a curt termini. Segons les regles de la memòria a curt termini la recència i l'efecte de la proximitat en el temps (contigüitat) haurien d'eliminar els ítems estudiats més recentment. En aquest aspecte el model SAM competeix amb els models que proposen un sol sistema d'emmagatzematge com ara el model del context temporal proposat per Howard i Kahana.
Model de memòria del context temporal
Howard i Kahana van investigar en un estudi l'impacte de l'edat i el nivell de maduresa en l'habilitat dels participants per recuperar imatges de la memòria a curt termini. Es va partir de la hipòtesi que els estudiants de la franja d'edat entre 16 i 18 anys tindrien una millor habilitat de retenció i obtindrien millors resultats en els test d'imatges memoritzades a curt termini, comparat amb els de la franja d'edat entre 11 i 13 anys. A més, el model original donava per assumit que en una llista d'ítems en particular, les úniques associacions significatives entre els ítems eren aquelles formades durant l'estudi experimental. En altres paraules, no es tenia en compte els efectes dels coneixements previs a l'estudi en relació als ítems de l'experiment. Això va portar a una reformulació del model de memòria associativa que amplia l'extensió dels lligams incorporant diverses característiques que permeten al model original explicar millor l'emmagatzematge a la memòria sobre la base dels efectes dels coneixements semàntics previs i al l'experiència de cada individu (memòria episòdica).
Durant anys s'ha estat investigant tenint en compte el nivell i la capacitat de memòria a curt termini sota la influència del model d'Atkinson–Shiffrin i donant aquesta hipòtesi com a certa. Per tant, els experiments se centraven en l'emmagatzematge a curt termini, un model que sosté que la capacitat de retenció en aquest nivell informació és de 7+/- 2 ítems i la durada màxima de 12 segons. Els nous models que es proposen per explicar el funcionament de la memòria tenen en compte: la quantitat d'imatges presentades en l'experiment, i proposa l'existència de:
- un arxiu on s'emmagatzemen les associacions preexistents;
- un mecanisme que serveix de via contextual, el qual permet l'obtenció d'informació descontextualitzada, per exemple, si primer aprenem que el plàtan és una fruita, situarem la informació sobre el plàtan al mateix nivell que una poma, però no sempre haurem de pensar en pomes per recordar que els plàtans són fruites.
- un mecanisme de recerca que fa servir tant associacions episòdiques com associacions semàntiques
- la intervenció d'un gran arxiu del lèxic conegut per cada persona, on s'afegiran les paraules del test associades a les ja conegudes.[6]